# Leibstandarte SS Adolf Hitler
Leibstandarte SS Adolf Hitler, în traducere „gardă personală”, sau „securitatea de elită personală a lui Adolf Hitler”, a fost o unitate militară de securitate care ținea de unitățile  Waffen-SS.